# Quist mucoide digital
Un quist mucoide digital o quist mixoide digital és la presència d'un quist cutani. Normalment, es localitza al dors de la falange distal, produint una depressió i solcs de la placa unguial.

## Patogènia
Hi ha diverses teories, una ho relaciona amb la presència d'un osteòfit que permet que el líquid sinovial i la membrana s'herniïn a través de la càpsula formant el quist mucoide. Una altra proposa que és conseqüència d'un esquinç a la beina del tendó o a la càpsula de l'articulació, causant una reacció inflamatòria local amb la subseqüent formació del quist.

## Tractament
Els quists mucoides digitals no necessàriament requereixen tractament, ja que alguns remeten de forma espontània i en general són asimptomàtics.
El tractament no quirúrgic presenta una taxa de recidiva que va des del 14 fins al 80%. Entre les teràpies es troben: la incisió i drenatge, l'aspiració del contingut del quist, les injeccions intralesionals de glucocorticoides o de substàncies esclerosants (per exemple alcohol), l'aplicació de nitrogen líquid (previ drenatge del quist), l'electrocoagulació i la teràpia amb làser de CO2. Totes aquestes modalitats no quirúrgiques tenen una taxa de recidiva alta, de manera que generalment cal la intervenció quirúrgica.
L'extirpació quirúrgica (amb lligadura del pedicle) es considera el tractament estàndard a causa de les altes taxes de curació; d'altra banda, en els casos en què no es té cura de retirar la lesió completament, la taxa de recidiva oscil·la de 25 a 50%.